# Marielkrisen

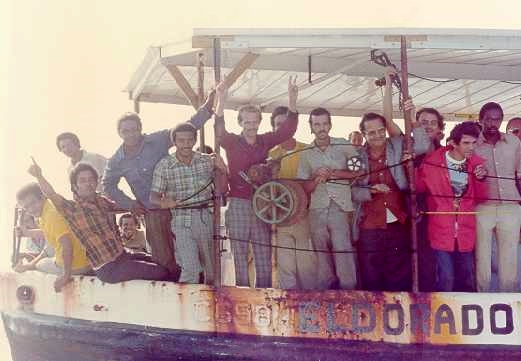
Flyktingar under Marielkrisen.

Marielkrisen var en massemigration av kubaner som lämnade hamnen i Mariel i Kuba via båt för att ta sig till USA mellan den 15 april och den 31 oktober 1980. Händelsen föranleddes av en kraftig försämring av den kubanska ekonomin. Detta skapade spänningar på ön, och uppemot 10 000 kubaner ansökte om asyl hos den peruanska ambassaden.
Som respons annonserade den kubanska regeringen, att alla som önskade lämna Kuba kunde göra så. En emigration via båt följde, anordnade av kuban-amerikaner i enighet med Fidel Castro. Den avslutades med en överenskommelse mellan de två regeringarna i oktober 1980, då redan 125 000 kubaner hade lämnat ön.